# Søren Lindsted
 (mai 2016).
Si vous disposez d'ouvrages ou d'articles de référence ou si vous connaissez des sites web de qualité traitant du thème abordé ici, merci de compléter l'article en donnant les références utiles à sa vérifiabilité et en les liant à la section « Notes et références ».
Søren Lindsted, né le 2 février 1957, est un ancien joueur de football danois évoluant au poste d'attaquant.

## Biographie
Il commence sa carrière en tant que semi-professionnel avec le club du Holbæk Boldklub, atteignant la finale de la Coupe du Danemark en 1976. Il est le meilleur buteur de l'équipe en 1977 et 1978. 
Il signe ensuite un contrat professionnel avec le FC Twente dans le championnat des Pays-Bas, où il joue de 1979 à 1982. 
Il évolue ensuite en faveur des équipes belges du KFC Winterslag et du RFC de Liège, avant de revenir à Holbæk en 1985. 
Il joue par la suite une saison avec le KB, avant de terminer sa carrière avec Holbæk en 1990. 
En 1982, il est impliqué dans un projet de film à grande échelle, "À nous la victoire" . 
Dans le film, il joue le rôle d'un joueur de football danois pendant la Seconde Guerre mondiale, nommé Eric Ball.